# Мария Аланская
Мария Аланская, Марта Багратиони (ср.-греч. Μαρία της Αλανίας, груз. მართა; ок. 1050 — после 1103) — дочь грузинского царя Баграта IV и Борены Аланской. Она, став одной из ключевых фигур политической жизни Константинополя 1070-х годов, способствовала приходу к власти Комнинов.

## Биография
Мария была дочерью грузинского царя Баграта IV и Борены Аланской. Она впервые прибыла в Константинополь, ко двору императрицы Феодоры, в 1056 году, когда была ещё ребёнком. Девять лет спустя её выдали замуж за наследника императора Константина X — Михаила.
Пока в 1071-78 годах супруг Марии правил государством, императрица состояла в переписке с учёным Феофилактом Болгарским, покровительствовала Иверскому монастырю на Афоне и вместе с матерью выступила ктитором церковного строительства на горе Сион.
После свержения Михаила его престарелый преемник Никифор III Вотаниат искал руки императрицы с тем, чтобы узаконить узурпацию власти. Мария Аланская пошла ему навстречу, при условии, что наследником престола будет провозглашён её с Михаилом сын, Константин Дука.
Когда Никифор отказался от планов со временем передать престол сыну Марии, она вступила в связь с Алексеем Комнином с целью свержения с престола своего супруга. После восшествия Алексея на престол Константин был обручён с его дочерью Анной Комниной и провозглашён престолонаследником.
В 1087 году, когда у Алексея родился сын-наследник, помолвка была расторгнута, Константин Дука — удалён от двора, а его мать Мария — пострижена в монастырь на Принцевых островах. По другим сведениям, Константин остался женихом Анны до своей смерти в 1095 году, причём Марии было поручено воспитание Анны, которая вышла замуж в 1097 году в возрасте 14-ти лет. Впоследствии Анна так описывала внешность Марии: « … она была высокой и стройной, как кипарис, кожа у неё была бела, как снег, а лицо, не идеально круглой формы, имело оттенок весеннего цветка или розы. Кто из людей мог описать сияние её очей? Её поднятые высоко брови были золотистыми, а глаза голубыми. Рука художника нередко воспроизводила краски цветов, которые несут с собой времена года, но чары императрицы, сияние её красоты, любезность и обаяние её нрава, казалось, были недоступны ни описанию, ни изображению. Ни Апеллес, ни Фидий, ни какой-либо другой скульптор никогда не создавали подобных статуй. Как говорят, голова Горгоны превращала всех смотрящих на неё в камни, всякий же, кто случайно видел или неожиданно встречал императрицу, открывал от изумления рот, в безмолвии оставался стоять на месте, терял способность мыслить и чувствовать. Такой соразмерности членов и частей тела, такого соответствия целого частям, а частей целому никто никогда не видел в человеке. Это была одухотворённая статуя, милая взору людей, любящих прекрасное, или же сама Любовь, облеченная плотью и сошедшая в этот земной мир.».